# Omnibenevolencia

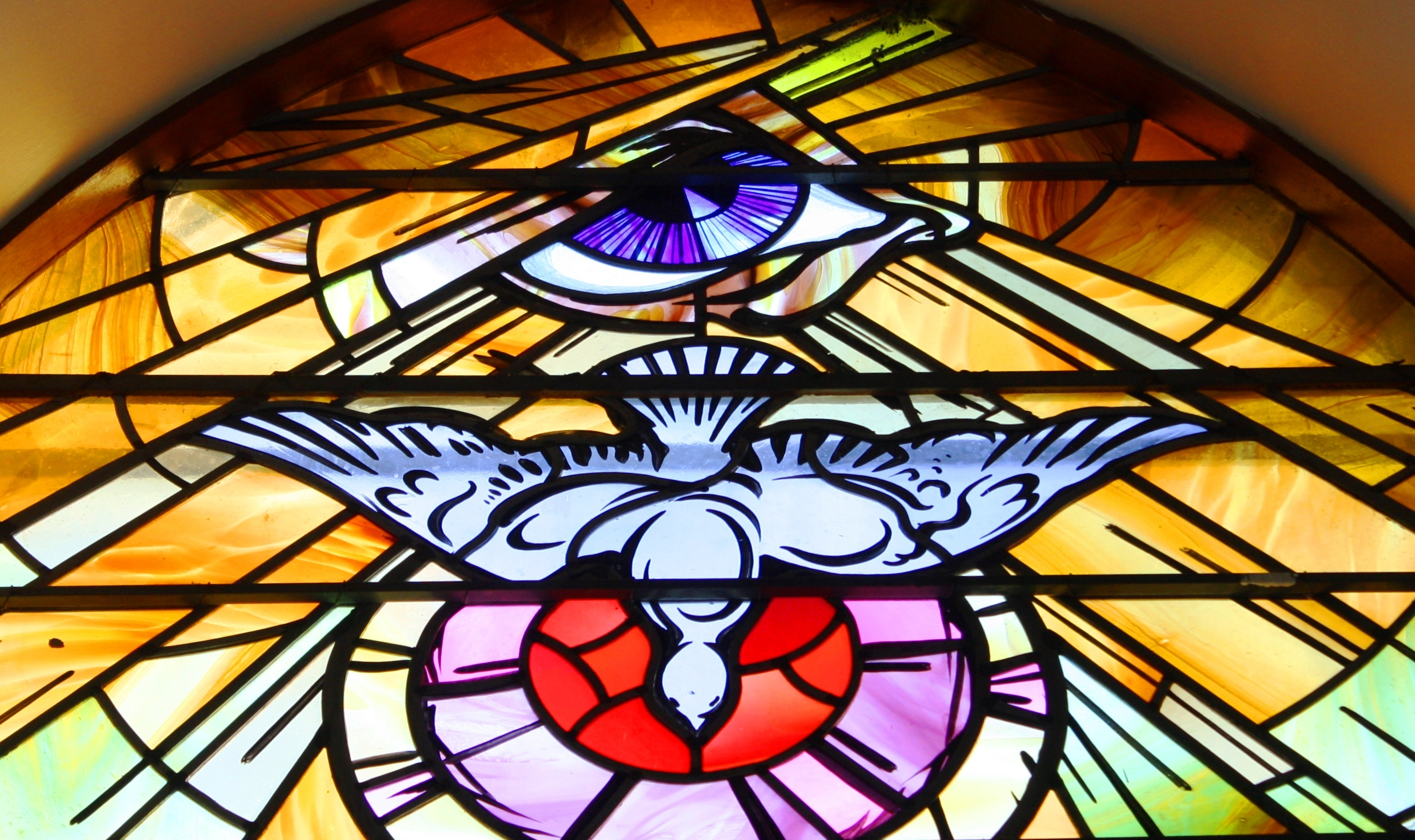
Ojo de la providencia en reino unido, representa la benevolencia de dios.

La omnibenevolencia o todo-benevolencia (del latín: omni, bene, volentĭa ‘todo-bien-querencia’) es la cualidad de estar siempre preocupado por el bien de los demás.
Esta cualidad es usada como una de las características básicas de Dios dentro de los cultos monoteístas, junto con la omnipotencia, omnisciencia y la omnipresencia. En cambio, la omnimalevolencia o todo-malevolencia sería su contrario y solo a un ser omnipotente podría atribuirse causa absoluta de toda benevolencia, mientras que su contrario (el omnimalevolente) lo es de la malevolencia, o sea, que es lo mismo que la desobediencia (el estado corrompido de lo bueno) del todo benevolente.

## Uso
El término se basa en los términos «omnisciencia» y «omnipotencia», a los que suele acompañar, y que suelen referirse a concepciones de una deidad «totalmente buena, omnisciente y omnipotente». Los filósofos y teólogos utilizan más comúnmente expresiones como «perfectamente bueno», o simplemente el término «benevolencia». La palabra «omnibenevolencia» puede interpretarse como perfectamente justo, amoroso, misericordioso o cualquier otra cualidad, dependiendo de cómo se entienda exactamente el término «bueno». Por lo tanto, hay poco acuerdo sobre cómo se comportaría un ser «omnibenevolente».
Según el Oxford English Dictionary, el primer registro de su uso en inglés data de 1679. La Iglesia católica no parece utilizar el término «omnibenevolente» en la liturgia ni en el catecismo. Santo Tomás de Aquino explicó en particular en la Summa Theologica que Dios puede querer indirectamente el mal en el mundo físico, cuando esto es necesario para el bien mayor del orden del universo.
Entre los usuarios modernos del término se encuentra George H. Smith en su libro Atheism: The Case Against God (1980), donde argumentaba que las cualidades divinas son incoherentes. Sin embargo, el término también es utilizado por autores que defienden la coherencia de los atributos divinos, entre ellos, Jonathan Kvanvig en “'The Problem of Hell”' (1993), y Joshua Hoffman y Gary Rosenkrantz en The Divine Attributes (2002).
La terminología ha sido utilizada por algunas figuras prominentes de la Iglesia católica, como el obispo Robert Barron, doctor en Teología Sagrada, en su libro de 2011 Catholicism: A Journey to the Heart of the Faith (Catolicismo: un viaje al corazón de la fe).